# Rivard-Gletscher
Der Rivard-Gletscher ist ein kleiner Gletscher am Kopfende des Marshall Valley im ostantarktischen Viktorialand.
Entdeckt und kartiert wurde er von Troy L. Péwé (1918–1999), Glaziologe der Arizona State University bei der Operation Deep Freeze (1957–1958). Péwé benannte den Gletscher nach seinem Assistenten Norman R. Rivard (1933–2007).